# مصفف الشعر (فلم)
مصفف الشعر (بالإنجليزية: The Dresser) هو فيلم دراما تم إنتاجه في المملكة المتحدة وصدر في سنة 1983.

## بطولة
- ألبرت فيني
- توم كورتيناي

## الميزانية والإيرادات
حقق أرباحا تقدر بـ 5,310,748 دولار.

### ترشيحات وجوائز
| السنة | الحدث  | الفئة     | النتيجة |
| ----- | ------ | --------- | ------- |
|       | أوسكار | أفضل فيلم | ترشـيـح |

## وصلات خارجية
- مقالات تستعمل روابط فنية بلا صلة مع ويكي بيانات